# Target Center
El Target Center es un estadio deportivo localizado en el centro urbano de Mineápolis, Minnesota, patrocinado por Target Corporation, la sexta empresa de comercio minorista más grande de Estados Unidos. El estadio alberga a los Minnesota Timberwolves de la NBA, las Minnesota Lynx de la WNBA y los Minnesota Fighting Pike de la AFL. La ciudad de Mineápolis es dueña del estadio desde 1995 aunque en varias ocasiones ha cambiado de dirección, recientemente, en mayo de 2004, pasó de Clear Channel Entertainment a Midwest Entertainment Group, una empresa conjunta de los Timberwolves y Nederlander Concerts. Los Timberwolves construyeron este estadio en 1990.
En 2004, el Target Center llevó a cabo una remodelación total. Se levantaron los 19 006 asientos originales y se implantaron unos nuevos además de incrementar la capacidad en 1.500 espectadores más, acercándolos más a la cancha, además de un videomarcador de mayor resolución y calidad, de mejoras en los accesos para discapacitados o de modernos salones sociales como el Club Cambria. Hoy en día, el Target Center cuenta con 20 500 asientos de capacidad para baloncesto, 17 500 para hockey y de 13 000 a 19 500 para conciertos. El recinto también ha servido de anfitrión en el torneo estatal de institutos en Minesota.
El Target Center comparte el honor de ser, junto con el TD Garden de Boston Celtics y el Amway Arena de Orlando Magic, los únicos pabellones con superficie de parqué. 
En 1994, el estadio acogió el All-Star de la NBA y un año después, en 1995, la Final Four de la NCAA de baloncesto femenino.
El estadio está ubicado en una zona muy conocida de la ciudad, cerca del popular nightclub First Avenue y del centro de ocio Block E.